# ジャック・オーディアール
ジャック・オーディアール （Jacques Audiard, 1952年4月30日 - ） は、フランスの映画監督、脚本家。

## 来歴
1952年4月30日、パリで生まれる。父親は脚本家のミシェル・オーディアール、叔父はプロデューサーという映画一家で育つ。ソルボンヌ大学で文学と哲学を専攻した後、編集技師として映画界に携わるようになる。
1981年から脚本家として活動。その後、1994年にマチュー・カソヴィッツとジャン＝ルイ・トランティニャン主演の『天使が隣で眠る夜』で映画監督としてデビュー。本作で第20回セザール賞の第1回監督作品賞、ジョルジュ・サドゥール賞を受賞。
1996年には再びカソヴィッツとトランティニャンを主演に迎え、ジャン＝フランソワ・ドニオーの小説を映画化した『つつましき詐欺師』を発表。第49回カンヌ国際映画祭のコンペティション部門に出品され、脚本賞を受賞した。
2001年の『リード・マイ・リップス』は第27回セザール賞で9部門にノミネートされ、脚本賞と音響賞を受賞。主演のエマニュエル・ドゥヴォスはこの年世界中で大ヒットした『アメリ』に主演したオドレイ・トトゥを抑えて同賞の主演女優賞を獲得した。
2005年にはアメリカ映画『マッド・フィンガーズ』（1978年）を翻案した『真夜中のピアニスト』を発表。第55回ベルリン国際映画祭のコンペティション部門で上映され、アレクサンドル・デスプラが音楽賞を受賞。また、第31回セザール賞では作品賞、監督賞など8部門で受賞。その他に第59回英国アカデミー賞の外国語映画賞を受賞するなど、数多くの賞を受けた。
2009年、タハール・ラヒムを主演に迎え、刑務所を舞台とした『預言者』を発表。第62回カンヌ国際映画祭でグランプリを受賞。ロンドン映画祭でも最優秀作品賞を受賞した。第35回セザール賞では同賞の最多記録に並ぶ13部門にノミネートされ、作品賞、監督賞を含む9部門を受賞。第82回アカデミー賞では外国語映画賞にノミネートされたが受賞は逃した。その他、同年のルイ・デリュック賞も受賞している。
2012年、マリオン・コティヤールを主演に『君と歩く世界』を発表。第65回カンヌ国際映画祭のコンペティション部門への出品の他、ロンドン国際映画祭では2度目となる最優秀作品賞を受賞。第38回セザール賞では9部門にノミネートされたが、脚色賞など4部門での受賞に留まった。
2015年、タミル人の移民を描いた『ディーパンの闘い』が第68回カンヌ国際映画祭のコンペティション部門に出品され、悲願のパルム・ドールを受賞した。また授賞の際のスピーチで、過去コンペティション部門に『預言者』『君と歩く世界』が出品されたが、いずれもミヒャエル・ハネケがパルム・ドールを受賞していたことから、「ミヒャエル、今年、映画を作らないでいてくれてありがとう」と語った。
2018年、ジョン・C・ライリー、ホアキン・フェニックス、ジェイク・ギレンホールを主演に迎えた自身としては初の英語作品となる西部劇『ゴールデン・リバー』が第75回ヴェネツィア国際映画祭に出品され、監督賞に相当する銀獅子賞を受賞した。
2024年、メキシコを舞台とした全編スペイン語のクライム・ミュージカル映画『エミリア・ペレス』では、カルラ・ソフィア・ガスコンやゾーイ・サルダナ、セレーナ・ゴメスが出演。第77回カンヌ国際映画祭コンペティション部門に出品され、審査員賞と、ガスコンやサルダナ、ゴメスを含む出演女優4名が女優賞をW受賞。また、第82回ゴールデングローブ賞では外国語映画としては初となるミュージカル・コメディ部門での作品賞を非英語作品賞とダブルで受賞。第97回アカデミー賞でも最多となる12部門13ノミネートを獲得し、自身が作詞を担当した主題歌『El Mal』でアカデミー歌曲賞を受賞した。
また、映画の他にノワール・デジールなどのミュージック・ビデオも手がけている。

## 作品

### 監督
- 天使が隣で眠る夜 Regarde les hommes tomber （1994年）
- つつましき詐欺師 Un héros très discret （1996年）
- Norme française （1998年） 短編
- リード・マイ・リップス Sur mes lèvres （2001年）
- 真夜中のピアニスト De battre mon coeur s'est arrêté （2005年）
- 預言者 Un prophète （2009年）
- 君と歩く世界 De rouille et d'os （2012年）
- ディーパンの闘い Dheepan （2015年）
- ゴールデン・リバー The Sisters Brothers（2018年）
- パリ13区（英語版） Paris, 13th District (2021年)
- エミリア・ペレス Emilia Pérez（2024年）

### 脚本
- プロフェッショナル Le Professionnel （1981年）
- 死への逃避行 Mortelle randonnée （1983年）
- Réveillon chez Bob （1984年）
- Sac de noeuds （1985年）
- キリング・タイム Poussière d'ange （1987年）
- Saxo （1987年）
- Fréquence meurtre （1988年）
- バクステール/ぼくを可愛がってください。さもないと何かが起こります。 Baxter （1989年）
- Australia （1989年）
- Swing troubadour （1991年）
- バルジョーでいこう! Confessions d'un Barjo （1992年）
- エステサロン/ヴィーナス・ビューティ Vénus beauté (institut) （1999年）